# Satz von Hadwiger (Konvexgeometrie)
Der Satz von Hadwiger ist ein Lehrsatz des mathematischen Gebiets der Konvexgeometrie und als solcher angesiedelt zwischen den Gebieten der Geometrie und der Analysis. Er entstammt der von Hugo Hadwiger im Jahre 1955  vorgelegten Fachpublikation Altes und Neues über konvexe Körper und behandelt die polyedrische Approximation gewisser Teilmengen des euklidischen Raums durch konvexe Polyeder.

## Formulierung des Satzes
Der Satz lässt sich in moderner Fassung wie folgt formulieren:
Für jede kompakte konvexe Nullumgebung {\displaystyle N\subseteq \mathbb {R} ^{n}\;(n\in \mathbb {N} )} und jedes {\displaystyle \epsilon >0}  gibt es stets ein kompaktes konvexes Polyeder {\displaystyle P\subseteq \mathbb {R} ^{n}} mit
{\displaystyle P\subseteq N\subseteq (1+\epsilon )P}.

## Erläuterungen und Anmerkungen
- Hugo Hadwiger hat seinen Satz lediglich für Eikörper, also für konvexe und kompakte Punktmengen des dreidimensionalen euklidischen Raums, formuliert.[3] Dabei bezeichnet er ein konvexes Polyeder des dreidimensionalen euklidischen Raums als Eipolyeder.[4]
- Eine Nullumgebung ist eine Punktmenge in einem topologischen Vektorraum, die dort Umgebung des Nullvektors ist.
- Für eine Teilmenge {\displaystyle T\subseteq \mathbb {R} ^{n}\;(n\in \mathbb {N} )} und eine reelle Zahl {\displaystyle \lambda } besteht {\displaystyle \lambda T\subseteq \mathbb {R} ^{n}} exakt aus allen {\displaystyle \lambda t} mit {\displaystyle t\in T}. Ist dabei {\displaystyle \lambda >1} und {\displaystyle P\subseteq \mathbb {R} ^{3}} ein konvexes Polyeder, so nennt Hadwiger {\displaystyle \lambda P} in diesem Kontext das durch Dilatation mit {\displaystyle \lambda } aus {\displaystyle P} hervorgehende homothetische Polyeder.